# Bătălia de la Aigos Potamos
Bătălia de la Aigos Potamos a avut loc în anul 405 î.Hr., în apropierea gurii de vărsare a râului Aigos Potamos în Hellespont (Dardanele), între flota spartană și cea ateniană. A fost ultima mare bătălie din Războiul peloponesiac, spartanii aflați sub comanda lui Lysandros⁠(d) surprinzând flota ateniană ancorată lângă țărm și distrugând-o aproape în totalitate. Această bătălie navală a fost decisivă pentru încheierea războiului, deoarece Atena asediată de spartani nu se mai putea aproviziona pe calea apei și nu mai putea comunica cu imperiul său maritim.

## Cadrul istoric
După încheierea cu succes a războaielor medice, în care majoritatea polisurilor din Grecia antică se uniseră pentru a face față invaziilor persane, a urmat o perioadă de circa 50 de ani (pentecontaetia) de relativă pace, întreruptă doar de unele lupte locale între orașelor-state grecești. Însă, în a doua jumătate a secolului V î.Hr. lumea elenă a fost din nou răvășită de o serie de războaie, dintre care Războiul peloponesiac a fost cel mai pustiitor.
Desfășurat în perioada 431-404 î.Hr. între Liga peloponesiacă (dominată de Sparta) și Liga de la Delos (în fruntea căreia se afla Atena), principalul motiv al războiului peloponesiac a fost lupta pentru hegemonie în Grecia antică. Durata lungă a acestui război, și faptul că ambele tabere au utilizat toate rezervele materiale și umane de care dispuneau, a dus la pagube foarte mari și la secătuirea potențialului militar și economic a orașelor-state participante la conflict.
Operațiunile militare s-au desfășurat în special sub forma invaziilor spartanilor și a aliaților acestora împotriva Atenei și a zonelor care îi rămăseseră fidele. Pe de altă parte, Atena a ripostat mai ales prin expediții navale îndreptate împotriva cetăților aliate cu Sparta. Pe lângă distrugerile inerente războiului, pierderile suferite de Atena au fost amplificate de epidemia de ciumă din anul 429 î.Hr., în care a pierit aproape o treime din populația orașului, printre victime numărându-se și Pericle, conducătorul „de facto” al cetății, cel care reușise să consolideze imperiul maritim atenian.
Dacă Sparta se baza îndeosebi pe armata sa terestră compusă din redutabilii hopliți, puterea Atenei și a aliaților săi se datora flotei de război, compusă mai ales din triremele care jucau pe atunci rolul navelor de linie din epoca modernă. Cu toate succesele spartanilor în luptele duse pe uscat, aceștia și-au dat seama că nu pot cuceri Atena, foarte bine protejată de zidurile sale. Nicio strategie de asediu pe termen lung nu avea sorți de izbândă, atâta vreme cât Atena rămânea „stăpâna mării”, iar prin dublele ziduri („zidurile lungi”) care o legau de portul Pireu avea acces neîngrădit spre căile navigabile care o uneau cu aliații ei. Însă, după ce Sparta a reușit să atragă Imperiul Persan ca aliat, a avut acces la fondurile necesare pentru a construi navele de luptă necesare pentru a combate cu succes flota ateniană. Bătăliile navale în care au luptat escadre de trireme au fost esențiale în echilibrul de putere dintre Atena și Sparta. Deși Atena a fost învinsă în dezastruoasa expediții din Sicilia (415-413 î.Hr.), împotriva Siracuzei, aliata Spartei, când a pierdut atât o mare parte din hopliții săi cât și cea mai mare parte din flota de trireme, în anii care au urmat ea reușise să-și refacă flota și să înregistreze câteva victorii, cum au fost cele de la Cynossema⁠(en)[traduceți] (411 î.Hr.), Abydos⁠(en)[traduceți] (411 î.Hr.), Cyzicus⁠(en)[traduceți] (410 î.Hr.) și Arginusae⁠(en)[traduceți] (406 î.Hr.).

## Preludiul bătăliei

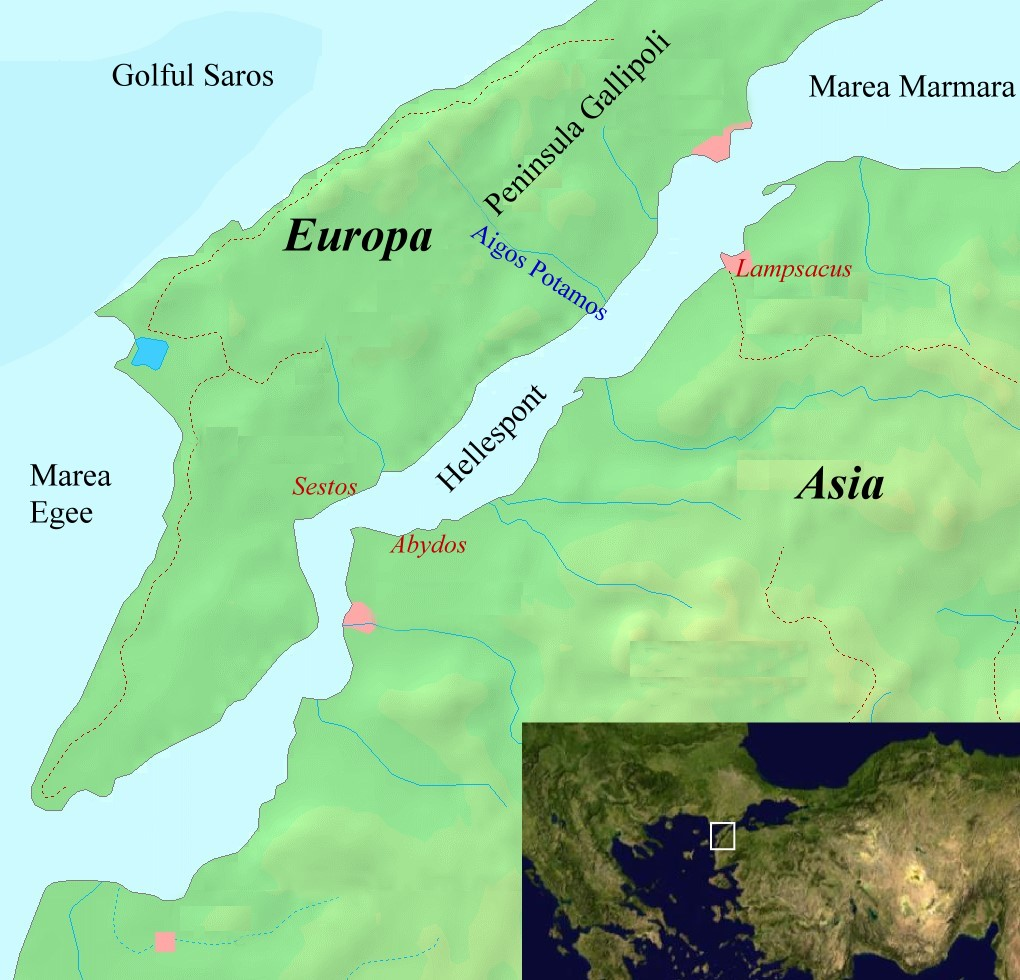

### Campaniile lui Lysandros
În anul 405 î.Hr., în urma severei înfrângeri pe care spartanii o suferiseră cu un an mai înainte, în Bătălia de la Arginusae⁠(d), la comanda flotei a fost readus Lysandros⁠(d) (în greacă Λύσανδρος), cel care reușise primele succese navale notabile importante pentru Sparta. Deoarece legile Spartei nu permiteau ca un comandant să dețină funcția de navarh (în termeni moderni „amiral”) de mai multe ori, el a fost numit în funcția de „viceamiral”, aceasta fiind însă o simplă ficțiune juridică, deoarece Lysandros avea comanda de facto a flotei.
Unul dintre avantajele pe care le avea Lysandros în funcția sa de comandant al flotei spartane era relația lui strânsă cu prințul Cirus cel Tânăr, fiul regelui persan Darius al II-lea. Folosindu-se de aceasta, Lysandros a obținut rapid bani pentru reconstrucția flotei spartane. Astfel, atunci când Cyrus a fost rechemat la Susa de către tatăl său, a luat hotărârea neobișnuită de a-l numi pe Lysandros ca satrap al unei provincii din Asia Mică. Cu resursele acestei bogate provincii persane la dispoziția sa, Lysandros a fost în măsură să își refacă rapid flota.
Apoi, el a pornit într-o serie de campanii de-a lungul Mării Egee. A atacat numeroase insule și a cucerit mai multe orașe aliate ale Atenei. Totuși, el se afla în imposibilitatea de a se trece spre nord, la Hellespont, din cauza amenințării flotei ateniane ce se afla la Samos. Pentru a distrage atenția flotei ateniene, Lysandros a atacat spre vestul Mării Egee, în insulele Aegina și Salamina, apropiindu-se astfel destul de mult de Atena (a efectuat chiar și o acțiune de debarcare în Attica). Flota ateniană îl urmărea, dar Lysandros a ocolit-o cu dibăcie și a ajuns în strâmtoarea Hellespont, unde a stabilit o bază navală la Abydos (actualul oraș Çanakkale din Turcia). De acolo, el a cucerit cetatea Lampsacus⁠(en)[traduceți], important punct strategic de la intrarea în strâmtoarea Bosfor, pe coasta estică a Hellespontului. Stăpâni pe Abydos și Lampsacus, spartanii aveau sub control Bosforul, închizând astfel rutele comerciale spre Marea Neagră, pe unde Atena se aproviziona cu o mare parte din cerealele necesare. Pentru a evita foametea, atenienii erau obligați să atace imediat pozițiile lui Lysandros din Bosfor și Hellespont.

### Riposta atenienilor

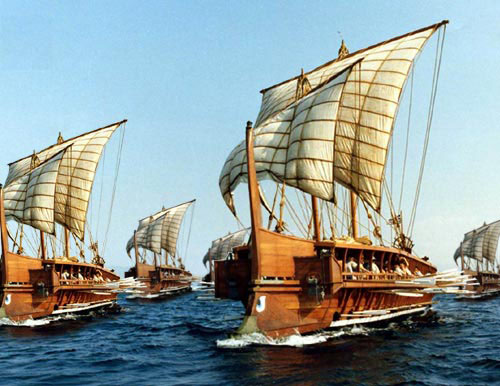
Trireme ateniene (reconstituire)

Flota ateniană, compusă din circa 180 de trireme, l-a ajuns din urmă pe Lysandros, la scurt timp după acesta cucerise Lampsacus, și a ancorat la Sestos⁠(en)[traduceți], pe coasta vestică a Hellespontului, unde și-a stabilit o bază. Cu toate acestea, probabil din cauza dorinței de a se apropia cât mai mult de forțele lui Lysandros, atenienii și-au stabilit o tabără pe o plajă situată mult mai aproape de Lampsacus, la gura de vărsare în mare a râului Aigos Potamos („râul Caprei”). Locul nu era ideal din punct de vedere tactic, din cauza lipsei unui port propriu zis (a trebuit ca triremele să fie trase pe nisipul plajei) și dificultăților de aprovizionare a flotei, dar apropierea cât mai strânsă de flota inamică pare să fi fost principala preocupare a comandanților atenieni. Timp de mai multe zile, flota ateniană naviga până la Lampsacus în formație de luptă, și aștepta în afara portului; dar, deoarece navele lui Lysandros refuzau să iasă de la adăpostul portului, atenienii făceau cale întoarsă.

### Implicarea lui Alcibiade
În această situație, fostul general Alcibiade, exilat din Atena și care se retrăsese la țară, în apropiere de Lampsacus, a coborât până la plaja unde era campată flota ateniană și a discutat cu comandanții acesteia, Conon⁠(en)[traduceți] și Philocles, făcându-le mai multe sugestii. În primul rând, el a propus mutarea flotei la baza mult mai sigură de la Sestos. În al doilea rând, el i-a informat pe atenieni că mai mulți regi locali traci regi s-au oferit să-l ajute cu o armată. Dacă cei doi generali ar accepta să îl asocieze la comanda forțelor ateniene, a afirmat el, va folosi armata tracă pentru a-i ataca de pe uscat pe spartani. Însă comandanții atenieni au refuzat această ofertă și au respins sfaturile lui Alcibiade, care s-a întors acasă.

## Bătălia
S-au păstrat, din antichitate, două relatări despre bătălia propriu-zisă: de la Diodor din Sicilia și de la Xenofon.
Diodor din Sicilia, în lucrarea sa Bibliotheca historica⁠(en)[traduceți], spune că generalul atenian Philocles, aflat la comandă în a cincea zi de la stabilirea bazei de la Sestos, a ieșit în larg cu doar treizeci de nave, dând ordin ca restul flotei să îl urmeze cât mai repede posibil. Aceasta era o stratagemă gândită pentru a atrage flota spartană într-o bătălie navală cu un inamic de o forță aparent inferioară, urmând ca restul flotei ateniene să intervină ulterior și să-i surprindă pe spartani. Planul nu a funcționat însă: spartanii au învins rapid grupul de 30 de trireme al lui Philocles, iar restul flotei ateniene a fost prins nepregătit pe plaja de la Aigos Potamos. Lupta pe uscat, care a urmat, a fost un adevărat măcel, iar atenienii luați prizonieri, în număr de câteva mii, au fost executați pe loc.
O altă relatare a bătăliei, cea a lui Xenofon, are o versiune oarecum diferită. Acesta spune că întreaga flotă ateniană a ieșit în larg, ca și în zilele precedente, iar flota lui Lysandros a rămas la adăpost în portul Lampsacus. Apoi atenienii s-au întors în tabăra lor de pe plaja de la Aigos Potamos, marinarii împrăștiind-se pe uscat în căutare de alimente. Atunci flota spartană, sub comanda lui Lysandros, a ieșit rapid din port și a surprins navele ateniene trase pe plajă, capturându-le fără dificultate și măcelărind echipajele acestora, care erau risipite pe uscat. Conform acestei versiuni, bătălia de la Aigos Potamos nu a fost o bătălie navală propriu-zisă, ci o bătălie terestră desfășurată pe plaja de la vărsarea în mare a râului Aigos Potamos.
Indiferent însă de răspunsul la întrebarea „care dintre cele două relatări antice este mai precisă”, rezultatul bătăliei este clar. Flota ateniană a fost distrusă; doar nouă trireme au scăpat, conduse de navarhul Conon. Spartanii lui Lysandros au distrus sau au capturat toate celelalte nave, împreună cu trei sau patru mii de marinari atenieni. Una dintre navele care au scăpat din bătălie, nava-mesager Paralus⁠(en)[traduceți], a fost trimisă să informeze Atena despre dezastrul care avusese loc, iar celelalte opt, sub comanda lui Conon, au căutat un refugiu la Evagoras, regele cetății Salamis din Cipru, care le era favorabil atenienilor.
Unii istorici, antici și moderni, suspectează faptul că bătălia de la Aigos Potamos ar fi fost pierdută ca urmare a unei trădări, poate din partea lui Adeimantus, care a fost singurul comandant atenian capturat în bătălie pe care spartanii nu l-au executat, sau poate din partea fracțiunii oligarhice din Atena (sau cu complicitatea acesteia), care ar fi vrut ca cetatea să fie învinsă, în scopul de a răsturna democrația ateniană.

## Consecințe
Flota victorioasă a lui Lysandros a navigat înapoi la Lampsacus. Sub pretextul unei atrocități precedente în care atenienii au aruncat peste bord marinarii din două nave capturate, Lysandros a ordonat executarea celor circa 3.000 de prizonieri capturați în bătălia de la Aigos Potamos, inclusiv a navarhului Philocles. Apoi, flota spartană a început să se deplasează încet spre Atena, cucerind pe parcurs orașele-stat aliate ale acesteia orașe de-a lungul drum. Atenienii, lipsiți acum de flota, nu au mai fost în stare să i se opună. Doar la Samos Lysandros a întâmpinat rezistență, guvernarea democratică de acolo, loială Atenei, a refuzat să se predea, și Lysandros a plecat mai departe spre Atena, lăsând însă o parte din trupele sale să continue asediul Samosului.
Atenienii au hotărât să reziste asediului, dar cauza lor era una fără speranță. Fără o flotă care să asigure importul de cereale din zona Mării Negre și cu transportul terestru blocat după ocuparea de către spartani a importantului nod de comunicații de la Decelea, atenienii au început să sufere cumplit, și în fața priveliștii oamenilor care mureau de foame pe străzi, cetatea s-a predat în martie 404 î.Hr. Condițiile capitulării au fost: demolarea „Zidurilor lungi”, predarea ultimelor nave de război deținute, reîntoarcerea tuturor exilaților și supunerea față de ordinele Spartei în ceea ce privea politica externă. Spartanii învingători s-au dovedit a fi relativ generoși, respingând cererile aliaților lor, Teba și Corint, care doreau ca Atenei să i se aplice același sângeros tratament pe care ea însăși îl practicase la Milo și Mytilene.
„Zidurile lungi”, care serveau ca fortificații atât pentru Atena cât și pentru portul Pireu, au fost demolate în aprilie 404 î.Hr., și a fost înființată o guvernare oligarhică pro-spartană (așa-numitul regim al celor „Treizeci de Tirani”).
Astfel, Bătălia de la Aegospotami a marcat sfârșitul a 27 de ani de război și a consfințit plasarea Spartei într-o poziție de hegemonie în întreaga lume greacă - o nouă ordine politică ce a durat mai mult de treizeci de ani (până în 371 î.Hr., când tebanii conduși de Epaminondas⁠(en)[traduceți] au pus capăt puterii Spartei în Bătălia de la Leuctra).